# Anonychomyrma polita
Anonychomyrma polita är en myrart som först beskrevs av Hermann Stitz 1912.  Anonychomyrma polita ingår i släktet Anonychomyrma och familjen myror. Inga underarter finns listade i Catalogue of Life.